# Погреба Гуэля
Винные погреба Гуэля (исп. Bodegas Güell) — архитектурный комплекс, построенный испанским архитектором Антонио Гауди в Сиджесе, Барселона. Созданы по заказу каталонского промышленника и мецената Эусеби Гуэля, с которым Гауди построил и другие проекты.
Комплекс состоит из двух зданий: входного помещения и собственно погреба. Погреб возведён из местного гаррафского камня и имеет пирамидальную форму, объединяющую крышу и стены. Строение имеет три уровня. Первый уровень — гараж и погреб, второй — жилой, третий — домовая церковь и смотровая площадка.